# Véronique Pecqueux-Rolland
Véronique Pecqueux-Rolland, född 9 oktober 1972 i Voiron i Isère, är en fransk tidigare handbollsspelare. Hon blev guldmedaljör i VM 2003 i Kroatien. Hon är den franska spelare som gjort flest mål, 917 stycken på 301 matcher i damlandslaget.

## Klubbkarriär
Véronique Pecqueux-Rolland provade flera idrotter i ungdomen, först gymnastik och basketboll. I gymnasieåldern blev hon handbollsspelare. Hon spelade först i Isère för lokala klubben HBC Coublevie 1986–1988 och sedan för St Egrève / Echirolles 1988–1990 i Savoie. Hennes sista år som icke professionell var för HBC Chambéry och sedan för SHBC La Motte-Servolex. Hon startade som niometersspelare, back eller mittnia, men senare spelade hon som mittsexa.
År 1992 anslöt hon till Dijon i franska högsta ligan och spelade sedan där i 10 säsonger med två avbrott då hon spelade för ES Besançon mellan 1996 och 1999 och mellan 2002 och 2006. I sin första säsong för Dijon 1993 nådde hon finalen i EHF-cupen men förlorade mot Rapid Bucarest. Hon vann cupvinnarcupen i handboll 2003 med ES Besançon. Hon blev fransk mästare två gånger, 1998 och 2003, med ES Besançon, och hon vann franska cupen med samma klubb 2003 och 2005. Hon avslutade klubbkarriären i Dijon i april 2009.

## Landslagskarriär
Den 12 mars 1993 debuterade hon i en landskamp mot Tyskland. Vid VM 1999 i Danmark/Norge vann hon en silvermedalj med Frankrike. Fyra år senare vann Frankrike och Pecqueux-Rolland guldet vid VM 2003 i Kroatien. Hon vann dessutom två brons i EM 2002 och 2006. Hon deltog i tre sommarolympiader 2000, 2004 och 2008 men vann inga medaljer i OS. Véronique Pecqueux-Rolland utsågs 2000 och 2004 till bästa mittsexa i OS. Efter landslagsuppehåll från mars 2005 till mars 2006 vann hon brons vid EM 2006 i Sverige och avslutade med två femteplatser i VM 2007 och OS 2008. Det var slutet för hennes landslagskarriär.